# Kongress von Krakau

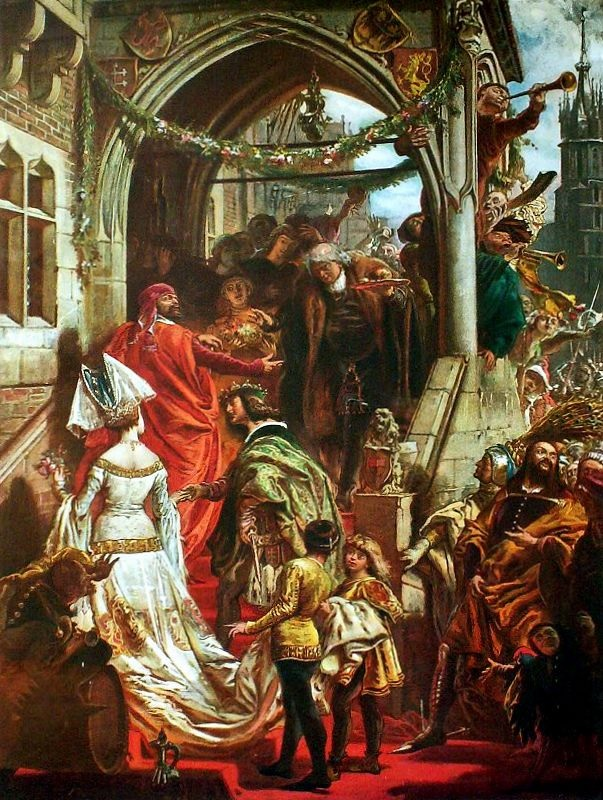
Gemälde von Jan Matejko

Der Kongress von Krakau (polnisch: Uczta u Wierzynka) fand vom 22. bis 27. September 1364 in Krakau auf Initiative des polnischen Königs Kasimir des Großen statt. Höhepunkt des Treffens der Herrscher aus mehreren europäischen Ländern war ein Festmahl, das der Krakauer Ratsherr Nikolaus Wirsing der Jüngere im Namen des Stadtrats organisierte und größtenteils finanzierte.

## Kongress
Am Kongress nahmen neben dem polnischen König der römisch-deutsche Kaiser und König von Böhmen Karl IV., der König von Ungarn Ludwig I., der König von Zypern Peter I., der Erzherzog von Österreich Rudolf IV. Habsburg, die Markgrafen von Brandenburg und Herzöge von Bayern Ludwig VI. Wittelsbach und Otto V. Wittelsbach, der Herzog von Oppeln Ladislaus II., der Herzog von Masowien Siemowit III., der Herzog von Schweidnitz Bolko II. und die Herzöge von Pommern Bogislaw V. und sein Sohn Kasimir IV. teil. Möglicherweise war auch der dänische König Waldemar IV. anwesend.
Anlass des Kongresses war ein von Peter I. geplanter Kreuzzug gegen ins Heilige Land, für den er auf seiner Europareise warb. Besprochen wurde aber auch ein Interessenausgleich in Europa. Kaiser Karl IV hatte ein Jahr zuvor ebenfalls in Krakau die Enkelin von Kasimir dem Großen Elisabeth von Pommern geheiratet, wobei es zu einem Interessenausgleich zwischen Karl und Kasimir kam. Diesem sollte auch Ludwig von Ungarn beitreten, der sich im Konflikt mit Karl befand. Kasimir und Bolko vermittelten zwischen den Konfliktparteien. Besprochen wurde auch die Nachfolgeregelung in den Königreichen Polen und Ungarn. Kasimir hatte keinen legitimen männlichen Nachfolger, ebenso wenig wie Ludwig. Schließlich erbten die Töchter Ludwigs, die ebenfalls mit Kasimir verwandt waren, die Throne in Polen und Ungarn.

## Fest
Diese Zusammenkunft wurde vom polnischen Chronisten Jan Długosz und dem französischen Dichter Guillaume de Machaut beschrieben. Neben dem Kongress und dem Fest fand auf dem Krakauer Marktplatz auch ein Ritterturnier statt. Das Restaurant „Wierzynek“ am Krakauer Hauptplatz leitet seine Tradition von dem Fest und Nikolaus Wirsing her.